# Claude Gillot

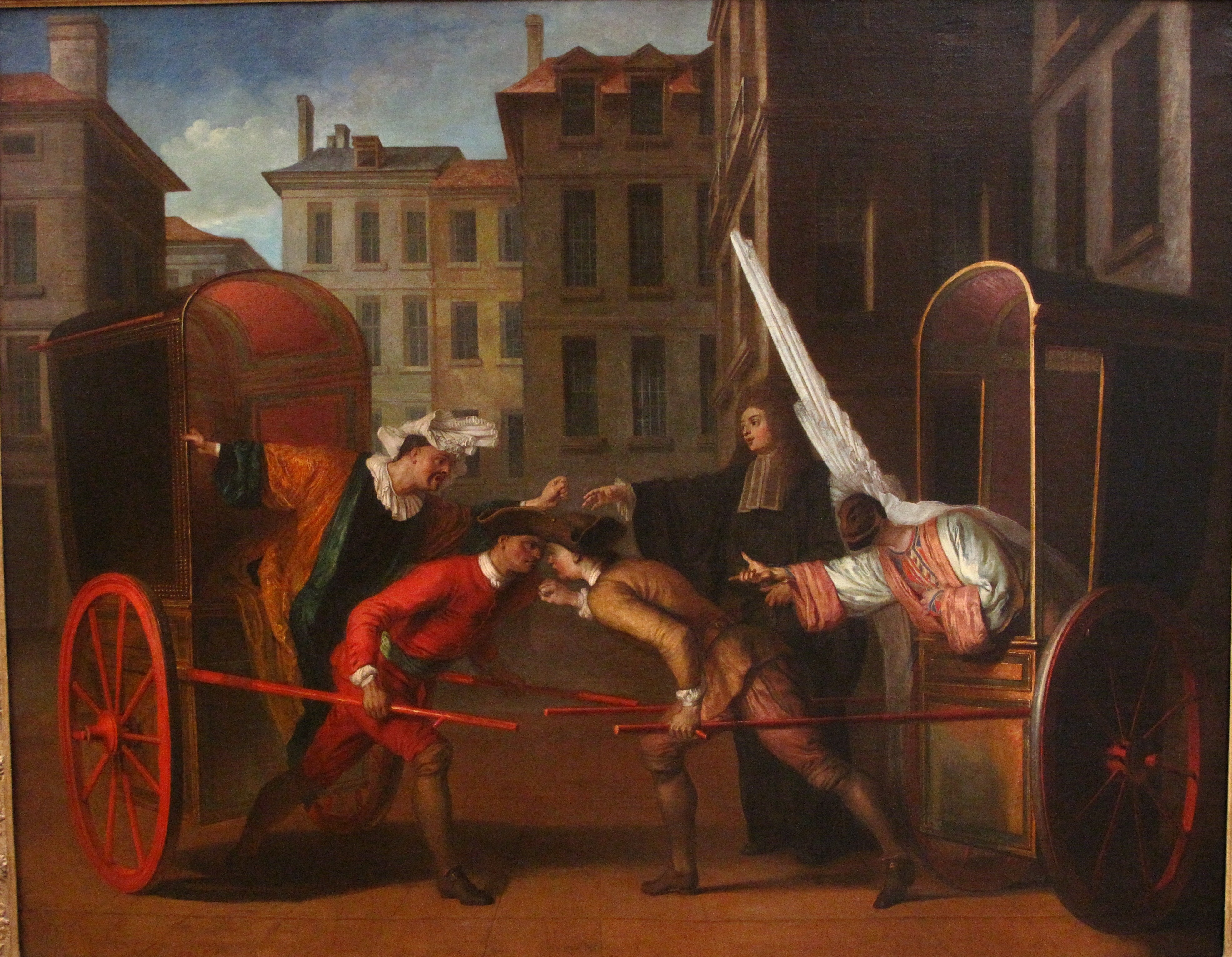
Les Deux Carrosses av Claude Gillot 1707.

Claude Gillot, född 28 april 1673 i Langres, Frankrike, död 4 maj 1722 i Paris, var en fransk målare och etsare under rokokon.
Gillot studerade hos historiemålaren Jean-Baptiste Corneille men utbildade sig i huvudsak på egen hand och blev en tid ledare för kostym- och utstyrselväsendet vid Parisoperan. Gillot inledde 1700-talets måleri med teaterscener och komiska framställningar. Några av hans influenser var nederländska konstnärer, främst David Teniers den yngre. Ett fåtal målningar av hans hand finns idag bevarade, bland annat en burlesk teaterscen De två karosserna (på Louvren) samt Harlekin, kejsare och månen (på museet i Nantes). I den senare har några figurer troligen förts in av Antoine Watteau. Gillot var lärare till Watteau, och en av hans främsta insatser inom konsthistorien är som läraren åt denne. Gillot var den som inspirerade Watteaus motiv från den italienska komedien, och påverkade även genom sin ornamentstil Watteau och andra gravörer. Hans grafiska huvudarbete är illustrationerna till La Mottes fabler.
Gillot var även lärare till Nicolas Lancret.